# Jasmin metróállomás
A Jasmin egy metróállomás Franciaországban, Párizsban a párizsi metró 9-es metróvonalán. Tulajdonosa és üzemeltetője a RATP.

## Metróvonalak
Az állomást az alábbi metróvonalak érintik:
- 9-es metróvonal

## Kapcsolódó állomások
A metróállomáshoz az alábbi állomások vannak a legközelebb:
- Michel-Ange – Auteuil (Pont de Sèvres, 9-es metróvonal)
- Ranelagh (Mairie de Montreuil, 9-es metróvonal)